# Gammalstorp, Sölvesborgs kommun

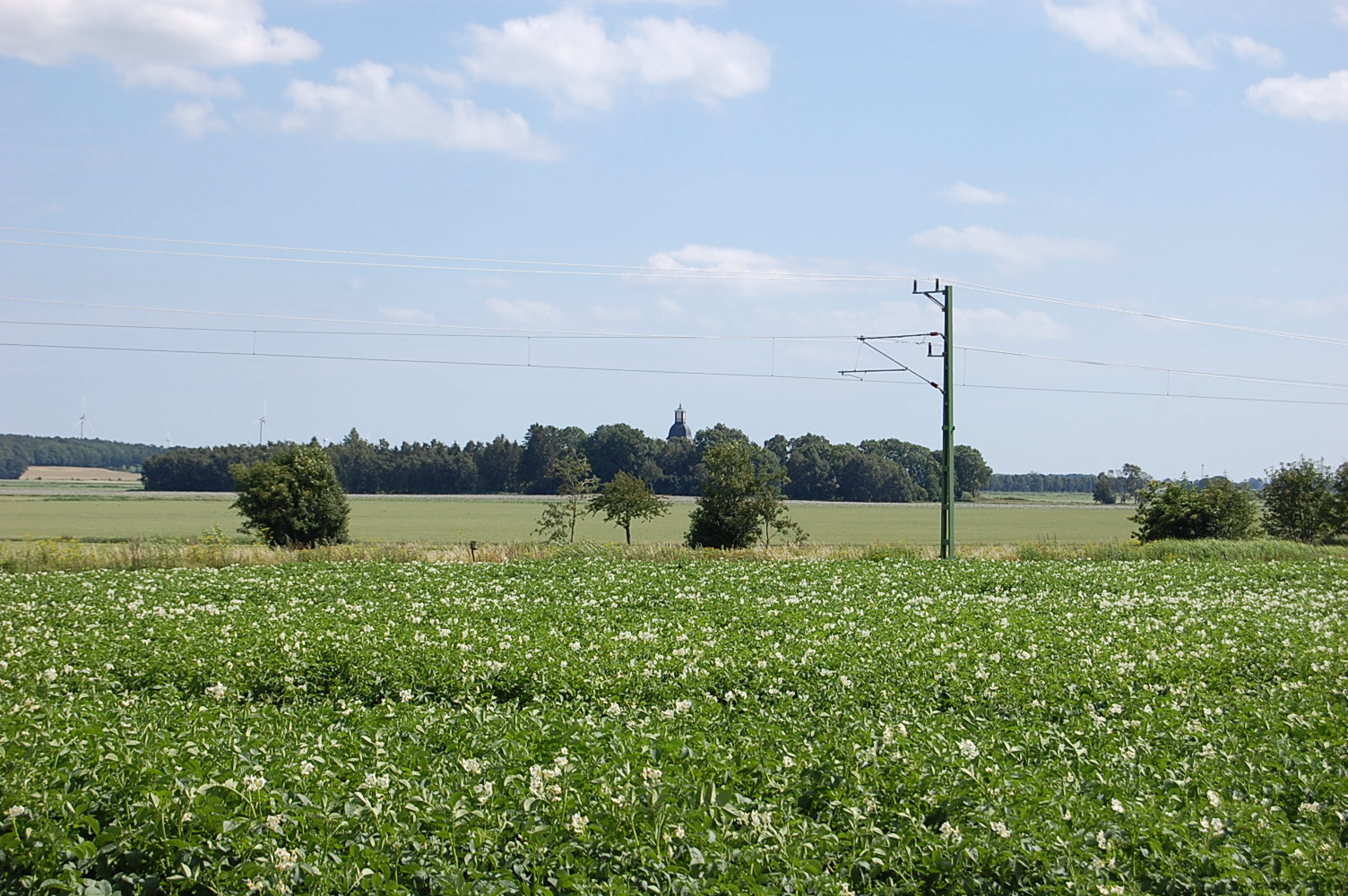
Den före detta sjön Vesan med Gammalstorps kyrka.

Gammalstorp är en småort i Sölvesborgs kommun, och kyrkby i Gammalstorps socken i Blekinge län.
Gammalstorp ligger mellan Ryssberget och kustlinjen till den numera utdikade sjön Vesan.

## Historia
Namnet är belagt sedan 1417 i uppteckningar och anses komma av en dansk namnbildning Gammalstrup, d.v.s. Det gamla torpet.
Samhället har vuxit upp kring kyrkan och det tidigare bränneriet, intill järnvägen mellan Sölvesborg och Karlshamn.
I Gammelstorp fanns tidigare en järnvägsstation på Blekinge kustbana.

## Idrott
Gammalstorps GoIF bildades 1924. Idrottsplatsen Ringaslätt invigdes 1929. Trefaldige svenske mästaren i stavhopp Bertil Gustavsson tävlade för Gammalstorp GoIF.
För närvarande ligger fotbollslaget vilande. Senast man hade lag var 2012. Sölvesborgsklubben FK Sölvesborgs United spelar sina hemmamatcher på Ringaslätt.